# Mica Hagia Sophia
Mica Hagia Sophia, cunoscută oficial ca Mica Moschee Ayasofya (în limba turcă Küçük Ayasofya Camii) este o moschee din Istanbul, Turcia. La origine, aceasta a fost o biserică bizantină construită din ordinul împăratului Iustinian I, între anii 532-536. Ulterior, biserica a devenit moschee în prima jumătate a secolului al XVI-lea.

## Istorie și arhitectură
Construcția fostei biserici este legată de o legendă. Împăratul Iustin I, unchiul lui Iustinian, l-a acuzat pe acesta că ar încerca să comploteze împotriva sa pentru a-i lua tronul, condamnând-ul la moarte. Înainte de execuție, se spune că Sfinții Sergius și Bacchus i s-au arătat lui Iustin, garantându-i nevinovăția lui Iustinian. Speriat, împăratul a decis în cele din urmă să anuleze sentința și i-a dat lui Iustinian titlul de cezar, numindu-l succesor al său. Iustinian a jurat că după ce va ajunge împărat va ridica o biserică pentru cei doi sfinți. În anul 527, după ce Iustin a murit, Iustinian, devenit acum împărat, a ordonat începerea construcției Bisericii Sfinților Sergius și Bacchus, fiind probabil prima sa ctitorie. Edificul a fost, ulterior, reconstruit între anii 532-536 de către celebrii arhitecți Isidor din Milet și Anthemius din Tralles. Este una dintre primele biserici bizantine în stil poligon, cu dom, fiind asemănătoare cu Mausoleul lui Galla Placidia din Ravenna. În apropierea locașului a fost fondată și o mănăstire. În anul 551, Papa Vigiliu de la Roma, ajuns la Constantinopol, și-a găsit refugiul în biserică înainte să fie prins de soldații împăratului. În perioada iconoclasmului, în secolele VIII-IX, mănăstirea din apropierea bisericii a devenit unul dintre centrele acestei mișcări.
După cucerirea Constantinopolului de către armatele otomane în anul 1453, edificiul a funcționat în continuare ca biserică, până în timpul domniei lui Baiazid al II-lea. În jurul anilor 1503-1507, Huseyn Aga, căpetenia eunucilor de la palat, a dat ordin ca Biserica Sf.Sergius și Bacchus să devină moschee. În apropierea ei a fost construită o medresă sau școală religioasă islamică. Turcii au redenumit locașul Küçük Ayasofya Camii sau Mica Moschee Hagia Sophia, deoarece li s-a părut că seamănă ca arhitectură cu moscheea centrală a orașului, Ayasofya-i Kebir Camii sau Marea Moschee Hagia Sophia.
În anul 1740, marele-vizir Hacı Ahmet Pașa a renovat moscheea și i-a adăugat o fântână nouă pentru abluțiuni. În 1762 a fost construit și un minaret. În urma cutremurelor din anii 1648 și 1763, moscheea a fost restaurată în anul 1831 din ordinul sultanului Mahmud al II-lea. Minaretul avariat a fost demolat în anul 1940 și reconstruit în anul 1956.

## Galerie de imagini

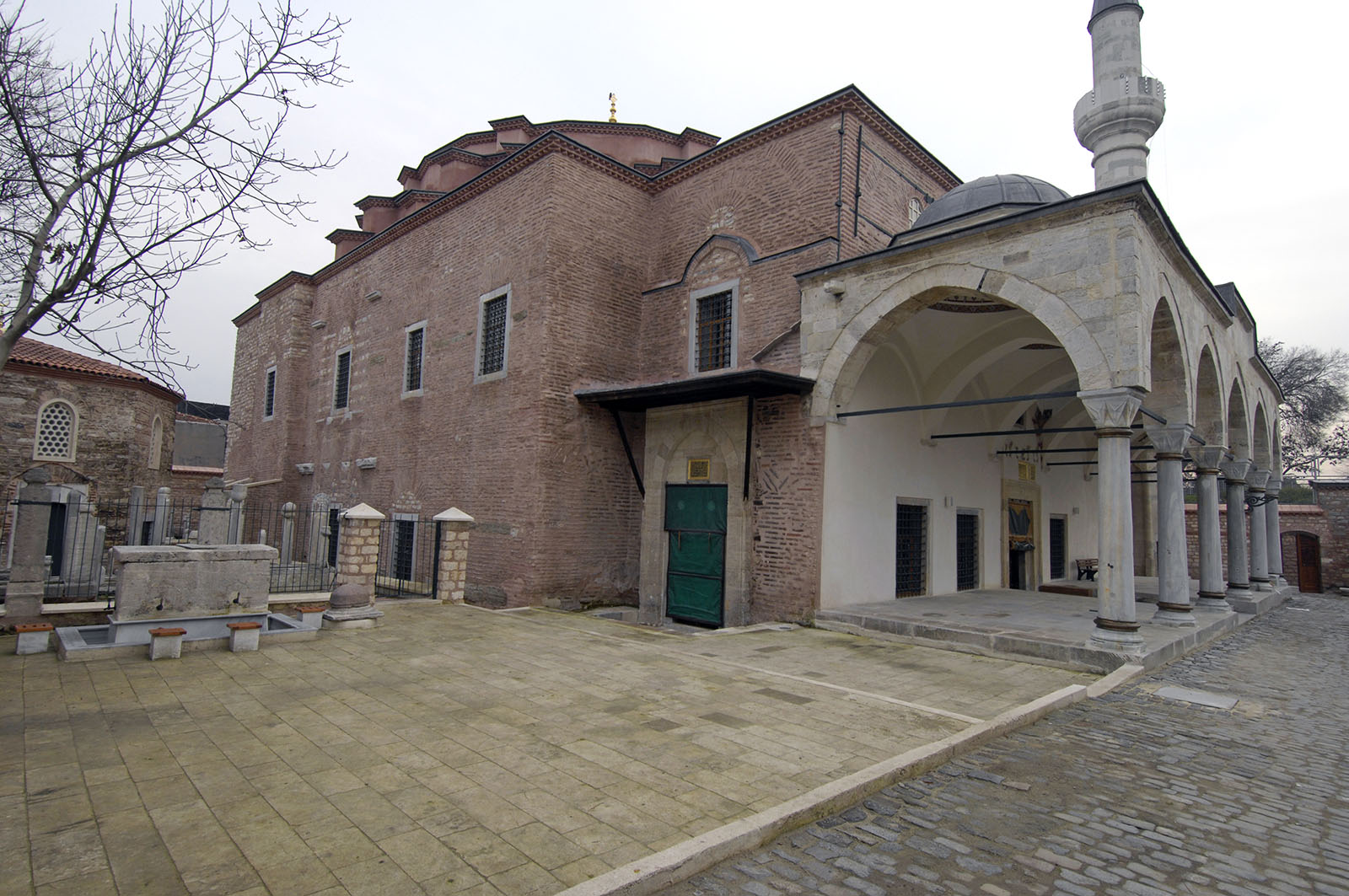
Intrarea.
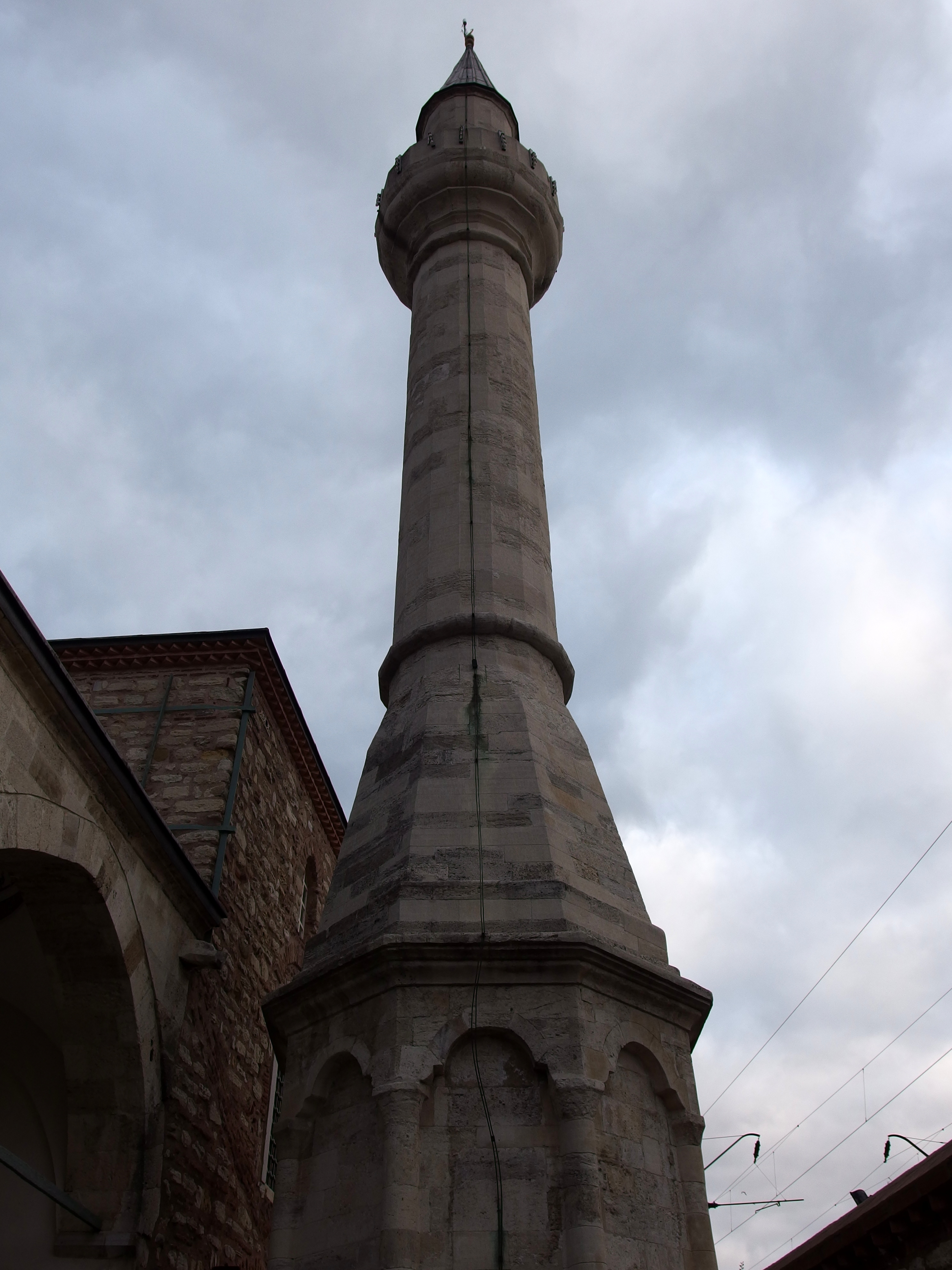
Minaretul.
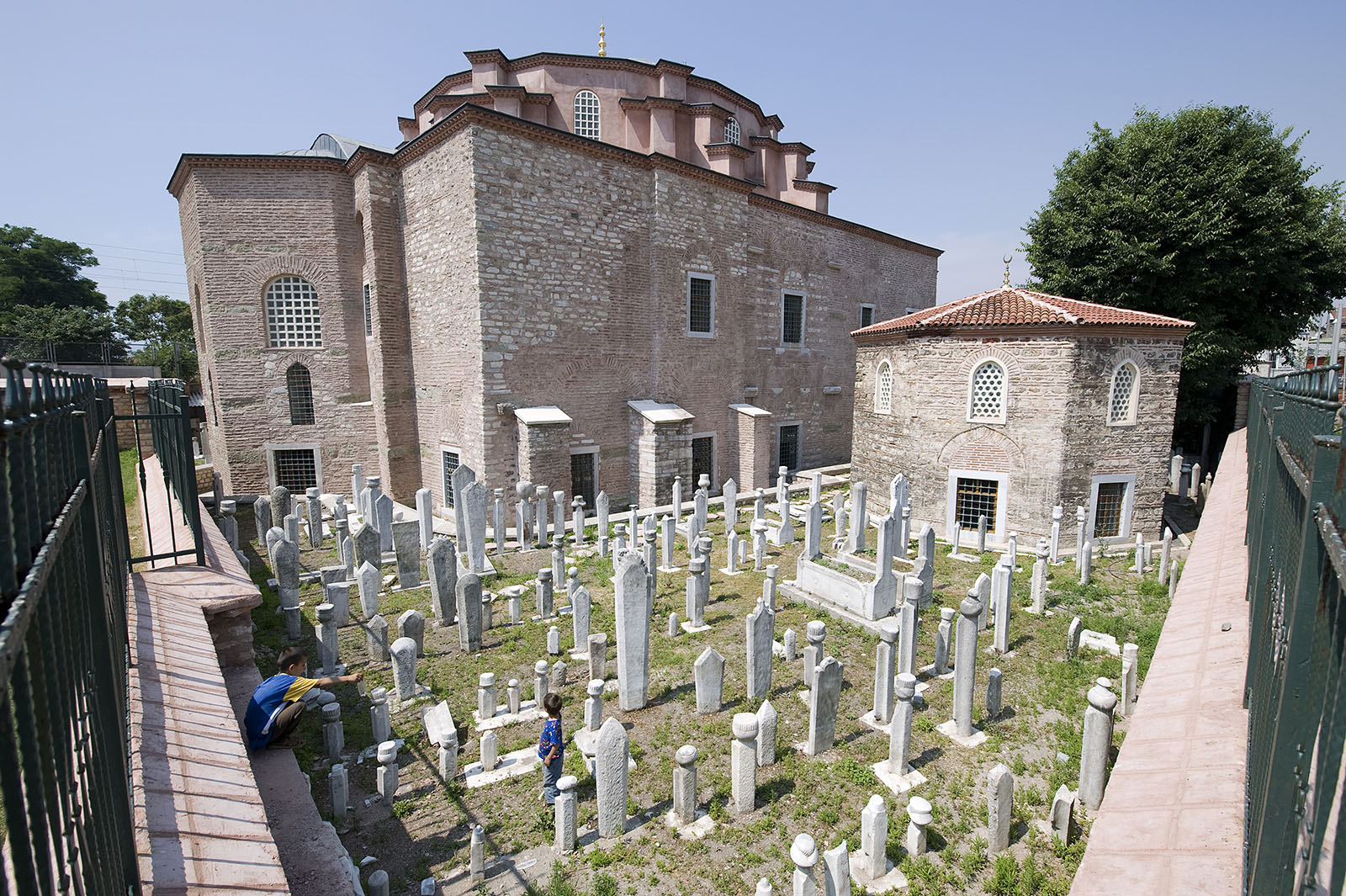
Cimitirul.
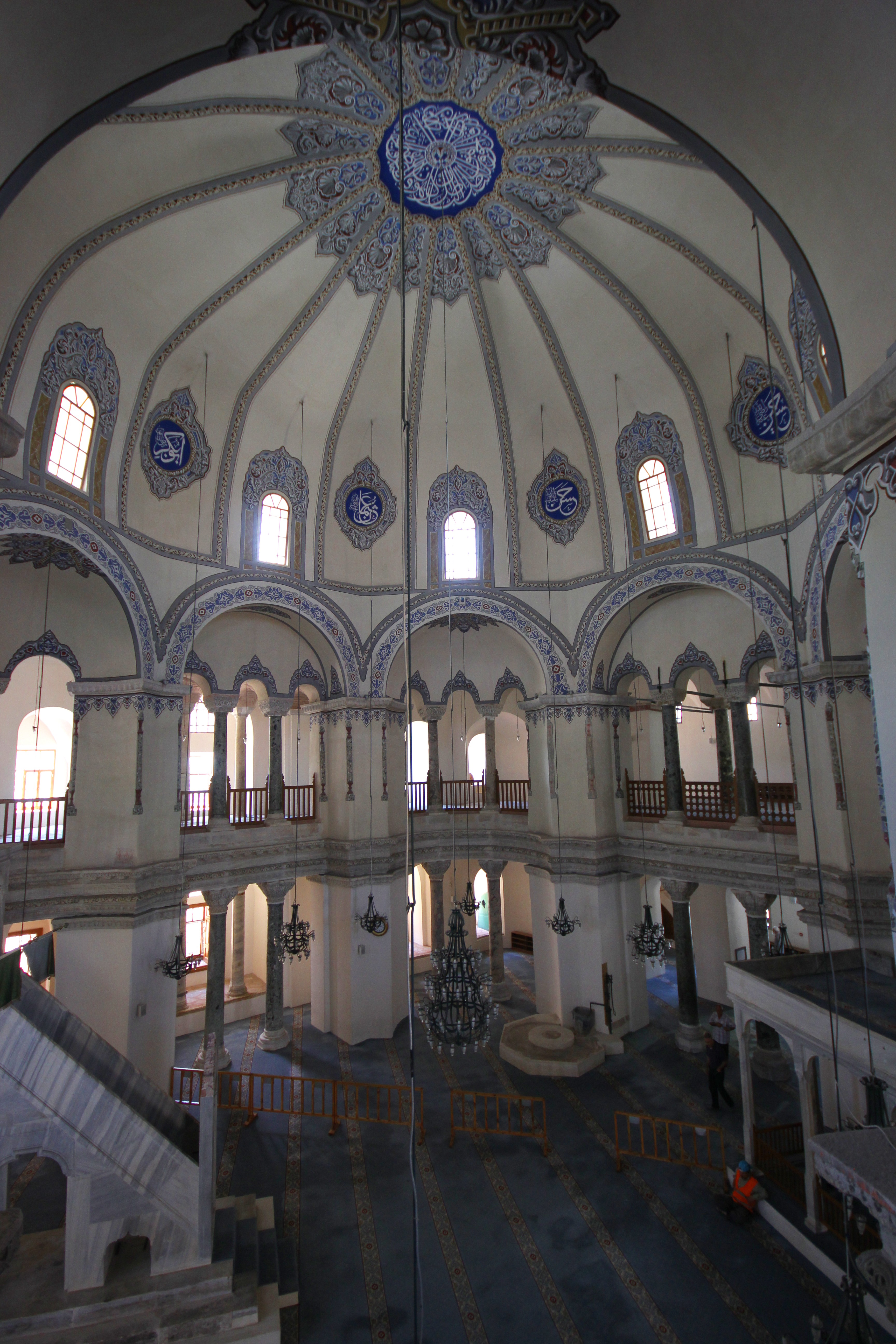
Interior.
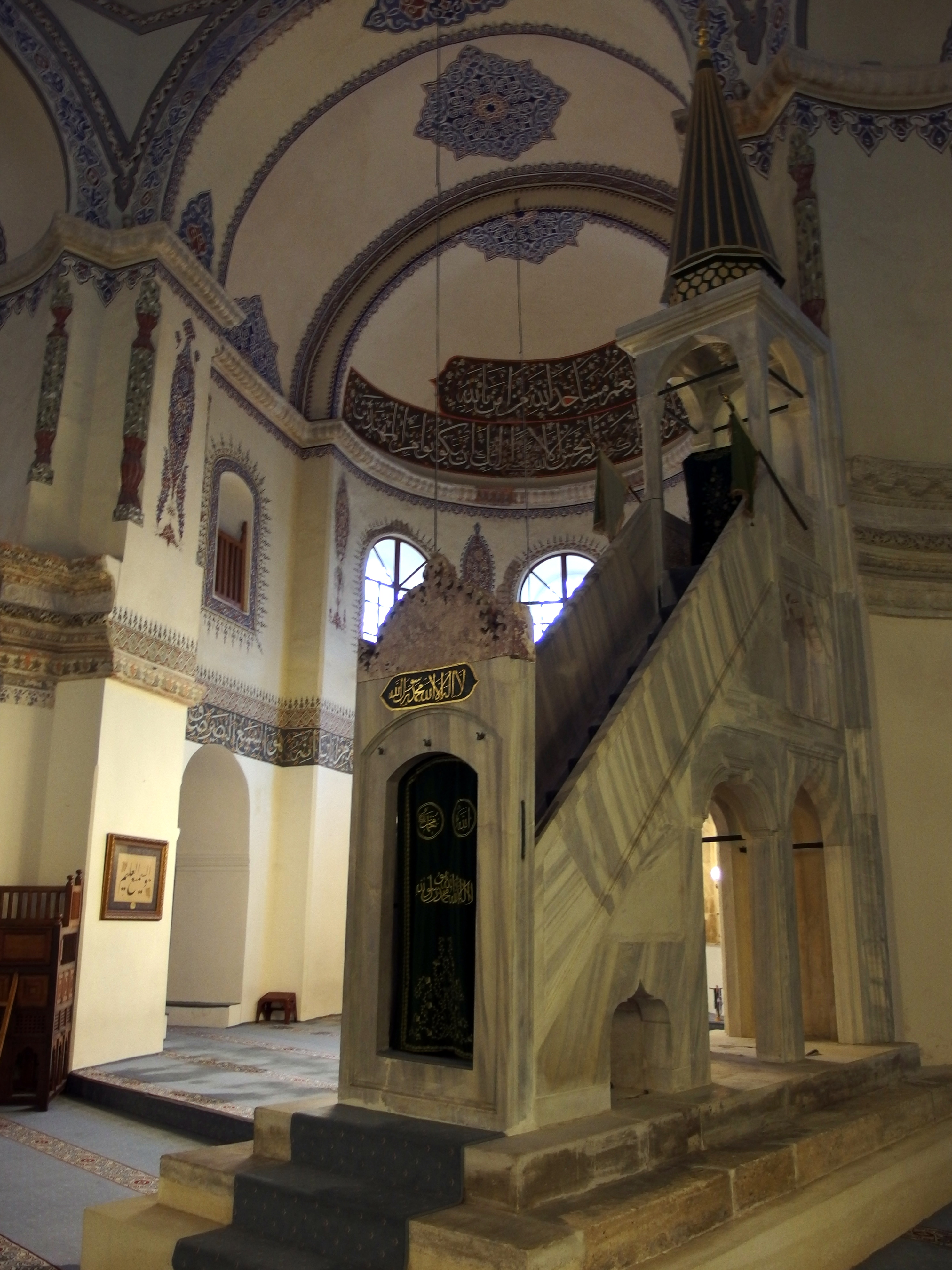
Minbarul.
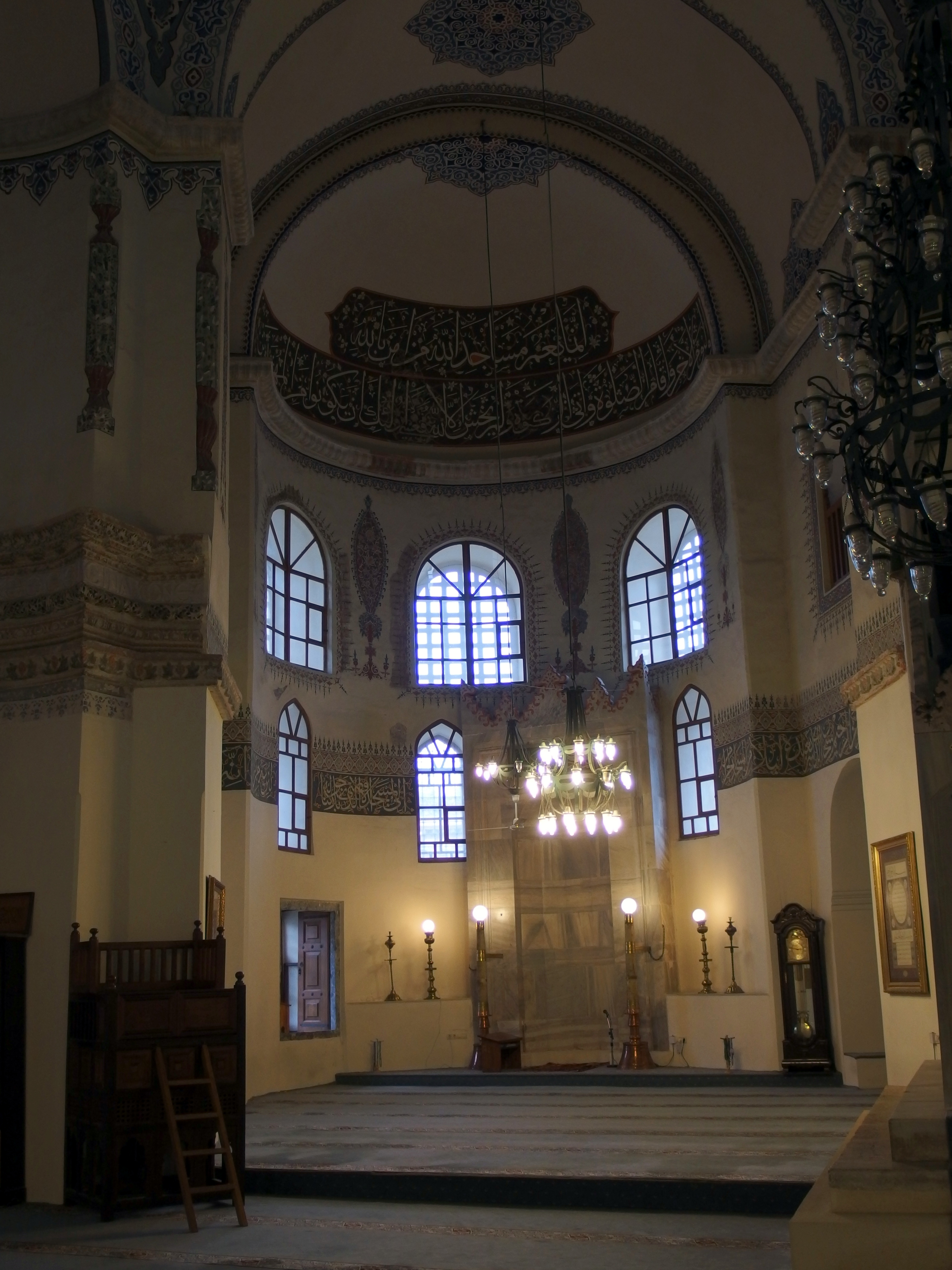
Mihrabul.